# André de Cayeux de Senarpont
André de Cayeux de Senarpont, noto anche come André Cailleux (Parigi, 24 dicembre 1907 – Saint-Nazaire, 27 dicembre 1986), è stato un geologo e paleontologo francese.

## Biografia
Dopo aver conseguito il dottorato nel 1942, si specializzò in ghiacciai e in morfologia periglaciale. Lavorò come professore di geologia presso la Sorbona di Parigi.

## Opere
- A. Cailleux, A. Chavan, Détermination Pratique des Roches, Centre Documentation Universitaire, 1952, 2 volumi
- A. Cailleux, Les Roches, Parigi: Presses Universitaires de France, 1952
- A. Cailleux, V. Romanovsky, La glace et les glaciers, Parigi: Presses Universitaires de France. 1953
- A. Cailleux, Biogéographie Mondiale, Parigi: Presses Universitaires de France, 1953
- A. Cailleux, Cryopédologie, Parigi: Hermann, 1954
- A. Cailleux, La Géologie, Parigi: Presses Universitaires de France, 1956
- A. Cailleux, A. Chavan, Détermination Pratique des Minéraux, Parigi: Sedes, 1957
- A. Cailleux, A. Chavan, Détermination Pratique des Fossiles, Parigi: Masson, 1957
- A. Cailleux, L'Antarctique, Parigi: Presses Universitaires de France, 1967
- A. Cailleux, Histoire de la Géologie, Parigi: Presses Universitaires de France, 1968
- A. Cailleux, L'anatomie de la Terre, Parigi: Hachette, 1968

## Riconoscimenti
- il cratere lunare Cailleux è intitolato a lui.